# هنري أورليان، كونت باريس
هنري أورليان، كونت باريس (بالفرنسية: Henri d'Orléans)‏ (14 يونيو 1933 - 21 يناير 2019) هو والد ماري أميرة ليختنشتاين.

## روابط خارجية
- هنري أورليان، كونت باريس على موقع مونزينجر (الألمانية)